# Chela Weiss
Chela Weiss (* 1947; † 24. Juli 2004 in Dieppe) war ein französischer Musiker des Gypsy-Jazz (Violine, auch Gitarre, Komposition).
Weiss, der aus einer Sintifamilie stammt, spielte zwischen 1975 und 1993 mit seinem Quintett. Es trat zunächst lokal in Sarreguemines auf, bevor es sich nationale Anerkennung erspielte. Zur Gruppe gehörten Voti Haag (Kontrabass), Gaston Michel (Akkordeon/Klavier), Gallo Weiss (Sologitarre) sowie Anton Haag bzw. Jean-Louis Pasquet (Rhythmusgitarre). Die Band war sehr gefragt und trat bei Festivals wie Nancy Jazz Pulsation, Jazz-Events in Metz, Jazz in Franche-Comté oder dem Folk Blues Jazz Festival in Petersbach auf. 1986 entstand ihr einziges Album Maro Drom (Trinitaires Records). Auf Initiative von Alain Antonietto war Weiss mehrfach Gast in Jazzsendungen von Lucien Malson auf France 3.